# Tour Henri (Prague)
Pour les articles homonymes, voir Henri.
La Tour Henri (en tchèque Jindřišská věž) est un clocher-tour de la Nouvelle Ville de Prague de style gothique.  La tour a une hauteur de 67,7 mètres et a été construite de 1472 à 1475. 

## Histoire
La tour Henri est une tour isolée située à côté de l'église Saint-Henri et Cunégonde. Elle servait de clocher à cette église. Le clocher a été construit dans le style gothique en 1472-1476 en grès avec un toit en bois recouvert d'ardoises. À cette époque, la tour et les terres environnantes appartenaient à l'Ordre des Croisés à l'Étoile Rouge. En 1577, la tour a été dotée d'une horloge. Le cadran est décoré sur les côtés des emblèmes colorés de la Vieille Ville, de la Nouvelle Ville et du Pays de la Couronne de Bohême.
En 1648, pendant le siège de Prague, l'artillerie suédoise détruisit la tour. D'autres dommages d'artillerie se produisirent en 1757, lorsque les troupes de la bataille de Štěrbohol assiégèrent Prague après le siège prussien.
Au fil des ans, cependant, l'église fut progressivement désaffectée. Dans la tour, il y a un carillon avec dix cloches, qui n'est audible que dans la tour. 
Après qu'une tempête eut complètement détruit le toit de l'édifice en 1801, la tour fut entièrement restaurée en style néo-gothique et reçut de nouveau en 1878 un toit en forme de flèche nouvellement conçue, d'une hauteur de 32,6 mètres. Les opérations de réparation et de transformation ont été menées par l'architecte Joseph Mocker. Après la reconstruction, la tour atteignit une hauteur de 65,7 m et devint le plus haut clocher autoportant de Prague. 
Après la rénovation des années 1970, la tour a subi ses dernières modifications en 2001, lorsque de nouveaux étages et un ascenseur ont été construits à l'intérieur. Au 10e étage, une terrasse d'observation surplombant le centre-ville a été construite.
Aujourd'hui, la tour est accessible au public depuis 2002. Elle compte 10 étages, plusieurs restaurants et cafés, ainsi qu'une galerie d'exposition. Elle offre une vue splendide sur la ville.  

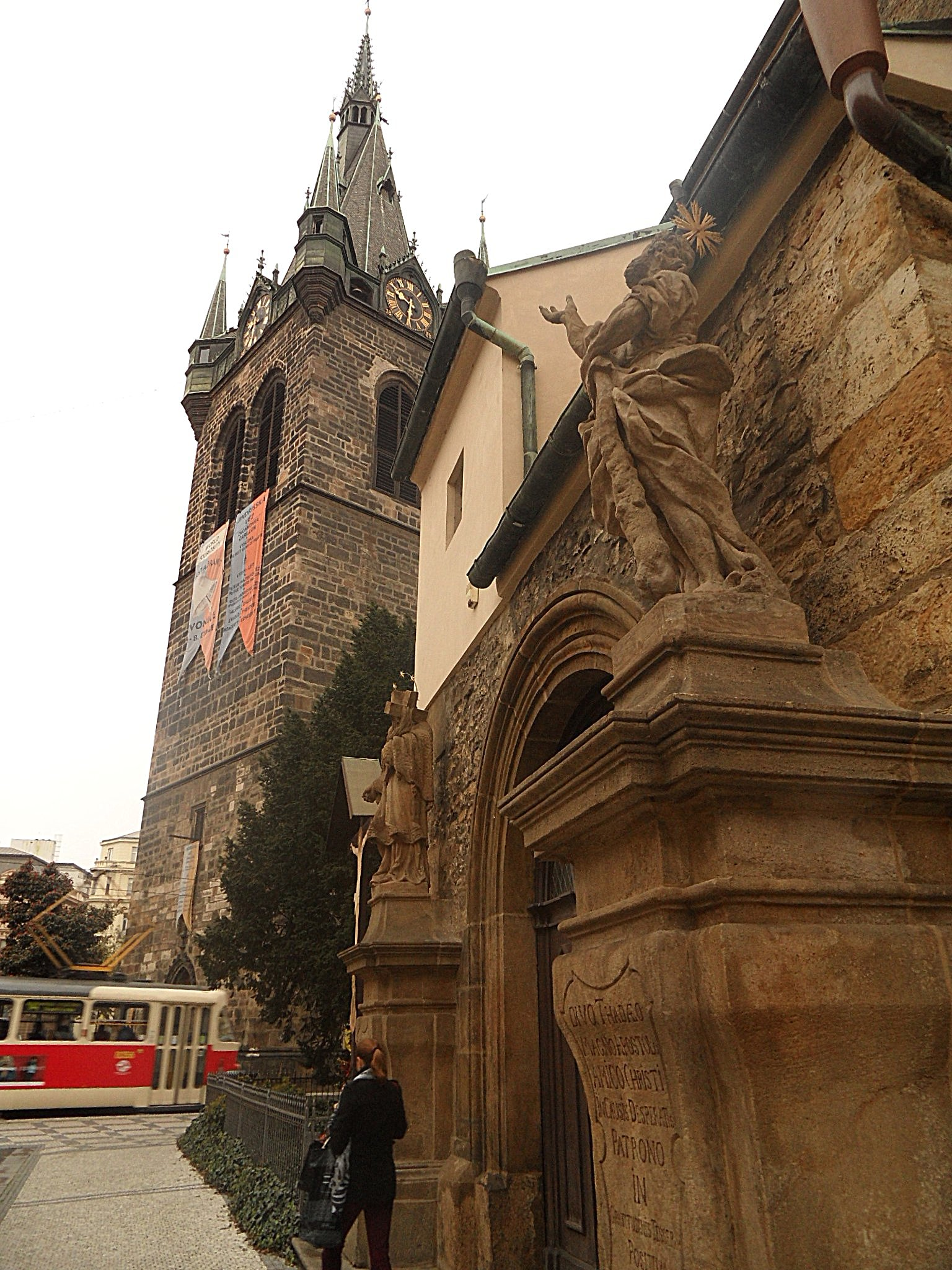
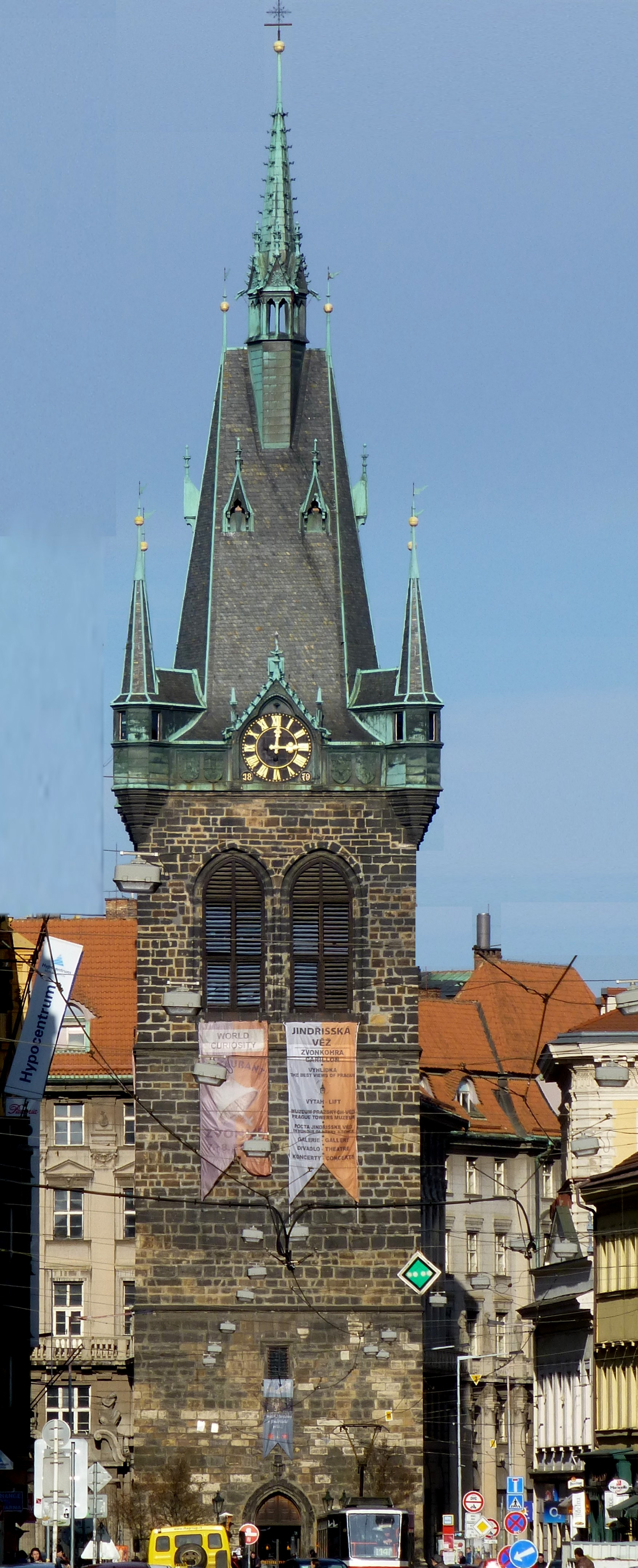
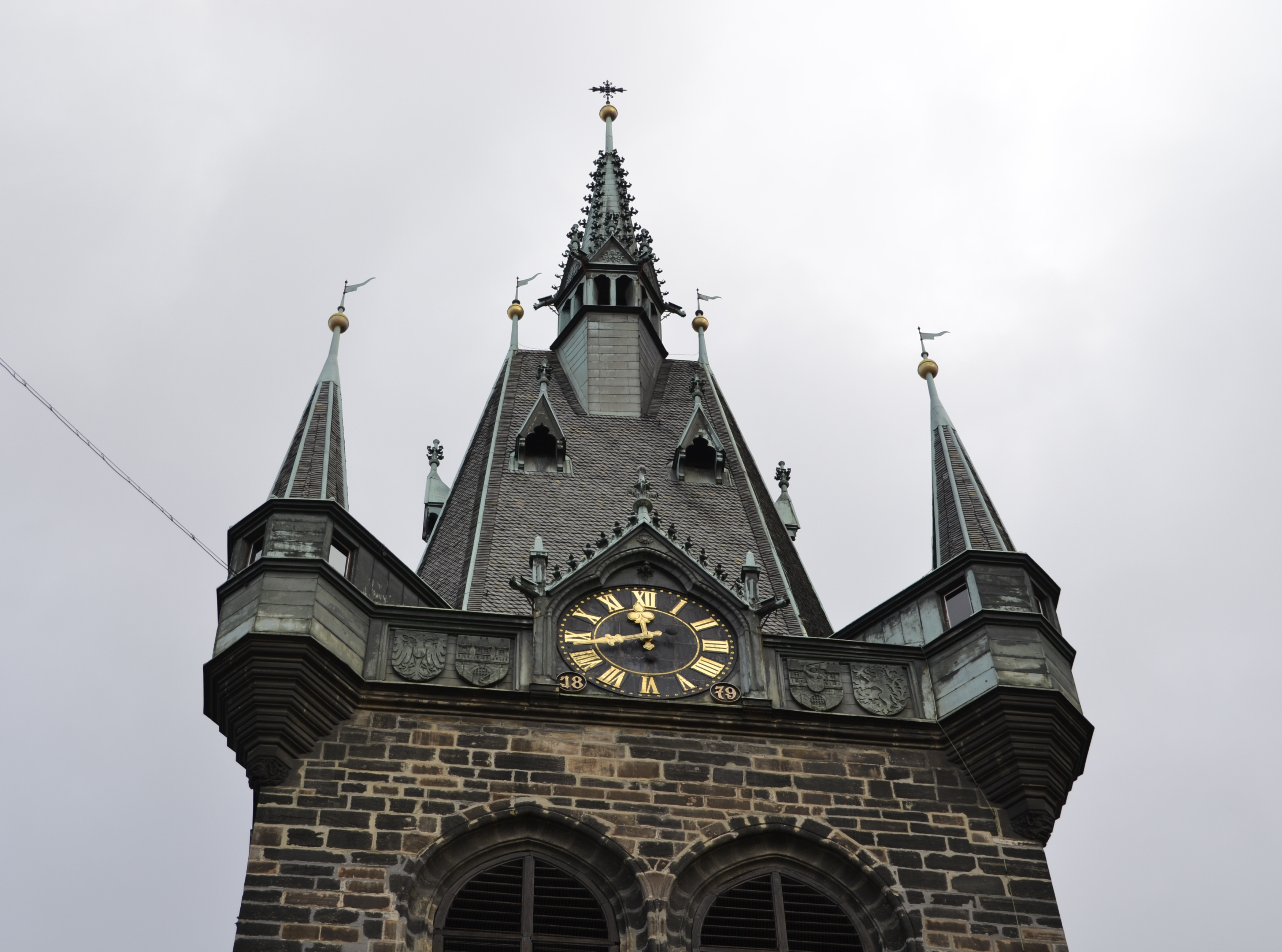

## Cloches

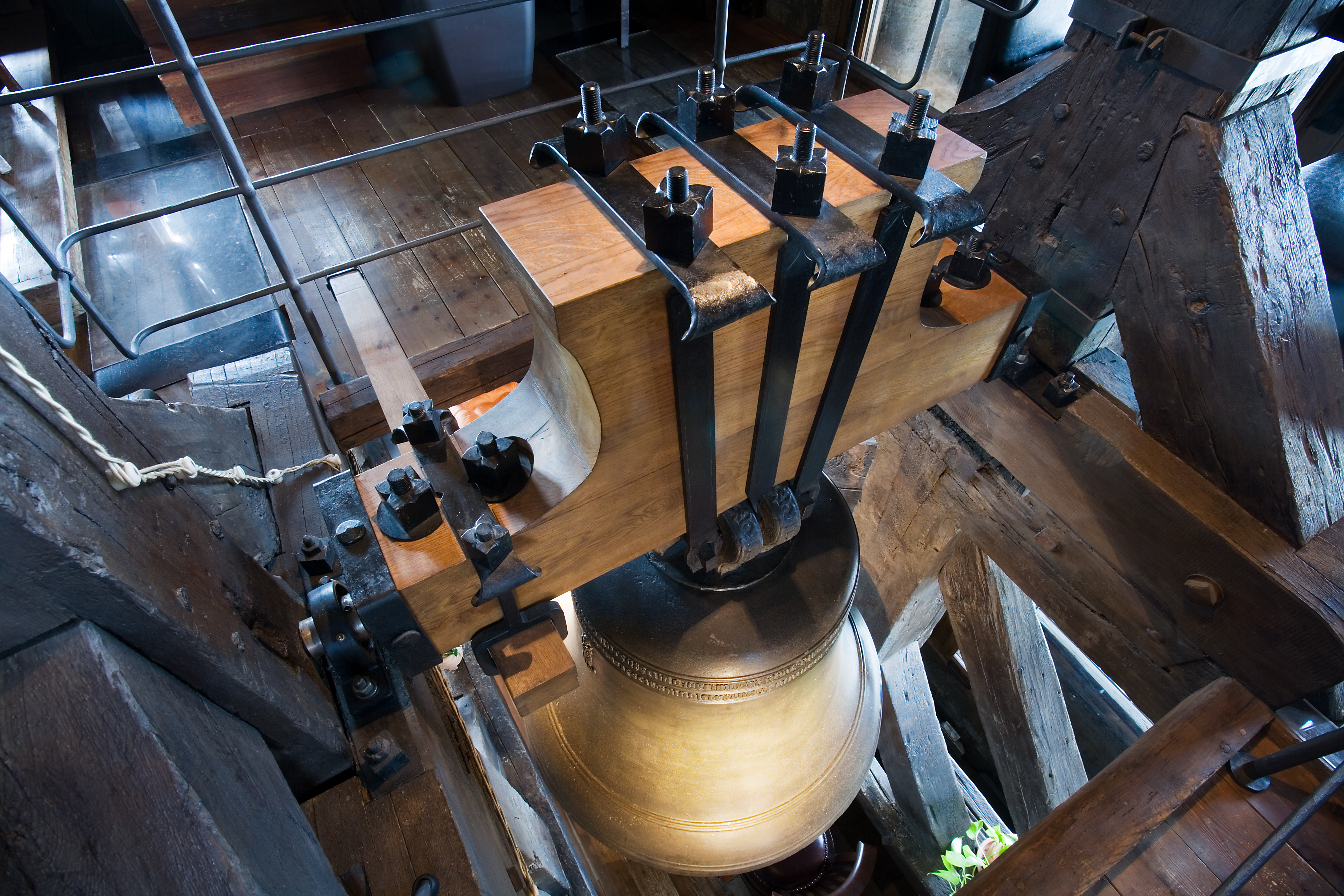
Cloche Maria.

La plus ancienne cloche de la tour de Jindrisska est Maria, qui a été forgée en 1518 par le maître campanaire Bartholomé. La cloche pèse 723 kg.
La plus grande des cloches locales est Jindřich datant de 1680 (refondue en 1804), dont le poids impressionnant est de 3350 kg.
La cloche la plus récente, appelée Dominik, pèse 1000 kg et a été refondue en 1850 par le campaniste Bellmann.

## Liens Web
- Tour Henri, Prague, République tchèque en ligne